# 陈向阳
陈向阳（1969年4月—），男，汉族，山西省长子县人，中华人民共和国官员，北京大学化学系有机化学专业本科毕业，1991年7月参加工作，2001年3月加入中国共产党，现任长治市委副书记、市长，市政府党组书记。

## 简历
陈向阳大学毕业后进入太原市南城区迎泽街道任职，后前往山西省经济技术协作总公司任开发部经理。1999年，陈向阳进入西山煤电集团，先后任外贸处、进出口公司出口部副经理、进出口公司（外贸处）焦炭部副部长、进出口公司焦炭部部长。后进入太原市政府部门，先后担任了太原市政府办公厅车管科科长、万柏林区副区长，太原市经济委员会主任、太原市经济和信息化委员会主任，中共太原市小店区委副书记、代区长，太原市财政局局长、党组书记，太原市政府副市长。
2018年，他转往山西省财政厅任职，出任山西省财政厅副厅长，后调任山西省农信联社党委副书记、副理事长，并在2022年1月成为山西省国有资本运营有限公司党委副书记、副董事长、总经理。
2023年3月，出任长治市委副书记，长治市代市长。4月任长治市市长。